# Kamil Majchrzak
Kamil Majchrzak (Piotrków Trybunalski, 13 januari 1996) is een Pools tennisser.

## Carrière
Majchrzak werd proftennisser in 2013. Hij won dat jaar aan de zijde van Martin Redlicki de junioren finale van de US Open tegen Quentin Halys en Frederico Ferreira Silva. In 2014 nam hij deel aan de Olympische jeugdspelen waar hij goud won in het enkelspel tegen de Braziliaan Orlando Luz. Hij won ook een bronzen medaille in het gemengddubbelspel samen met de Hongaarse Fanny Stollár. 
Hij won zijn eerste challenger in het enkelspel in 2019 tegen de Fransman Maxime Janvier. In 2019 won hij zijn tweede en nam voor de eerste keer deel aan een Grand Slam. Hij bereikte op de US Open de derde ronde maar verloor daarin van Grigor Dimitrov. In 2020 won hij zijn derde challenger, hij speelde op twee Grand Slams maar geraakte nooit voorbij de eerste ronde. In 2021 bereikte hij een tweede ronde op Roland Garros en nam deel aan de Olympische Spelen waar hij niet voorbij de eerste ronde geraakte. In 2022 won hij zijn vierde challenger en bereikte een tweede ronde in het enkelspel op de Australian Open. In het dubbelspel nam hij deel aan Roland Garros en Wimbledon waar hij een 1e en 2e ronde bereikte.

## Palmares
| Legenda                       | Legenda               |
| ----------------------------- | --------------------- |
| Grand Slam                    |                       |
| Olympische Spelen             |                       |
| tot 2009                      | vanaf 2009            |
| Tennis Masters Cup            | ATP Finals            |
| ATP Masters Series            | ATP Tour Masters 1000 |
| ATP International Series Gold | ATP Tour 500          |
| ATP International Series      | ATP Tour 250          |

### Enkelspel
| Nr.                  | Datum             | Toernooi     | Ondergrond    | Tegenstander in finale | Score         | Details |
| -------------------- | ----------------- | ------------ | ------------- | ---------------------- | ------------- | ------- |
| gewonnen challengers |                   |              |               |                        |               |         |
| 1.                   | 31 maart 2019     | Saint-Brieuc | Hardcourt (i) | Maxime Janvier         | 6-3, 7-6      |         |
| 2.                   | 5 mei 2019        | Ostrava      | Gravel        | Jannik Sinner          | 6-1, 6-0      |         |
| 3.                   | 13 september 2020 | Prostějov    | Gravel        | Pablo Andújar          | 6-2, 7-6      |         |
| 4.                   | 23 oktober 2022   | Busan        | Hardcourt     | Radu Albot             | 6-4, 3-6, 6-2 |         |

### Dubbelspel
| Nr.                  | Datum           | Toernooi | Ondergrond    | Partner            | Tegenstander in finale      | Score             | Details |
| -------------------- | --------------- | -------- | ------------- | ------------------ | --------------------------- | ----------------- | ------- |
| gewonnen challengers |                 |          |               |                    |                             |                   |         |
| 1.                   | 1 november 2020 | Hamburg  | Hardcourt (i) | Marc-Andrea Hüsler | Lloyd Glasspool Alex Lawson | 6-3, 1-6, [20-18] |         |

## Resultaten grote toernooien
| Legenda | Legenda                          |
| ------- | -------------------------------- |
| g.t.    | geen toernooi gehouden           |
| l.c.    | lagere categorie                 |
| –       | niet deelgenomen                 |
| G       | uitgeschakeld in de groepsfase   |
| 1R      | uitgeschakeld in de eerste ronde |
| 2R      | uitgeschakeld in de tweede ronde |
| 3R      | uitgeschakeld in de derde ronde  |
| 4R      | uitgeschakeld in de vierde ronde |
| KF      | uitgeschakeld in de kwartfinale  |
| HF      | uitgeschakeld in de halve finale |
| F       | de finale verloren               |
| W       | het toernooi gewonnen            |
| w-v     | winst/verlies-balans             |

### Enkelspel
| Grandslamtoernooien |     |     |     |    |
| Australian Open     | 1R  | –   | 1R  | 2R |
| Roland Garros       | –   | 1R  | 2R  | 1R |
| Wimbledon           | 1R  | –   | –   | 1R |
| US Open             | 3R  | 1R  | 1R  | 1R |
| Statistieken        |     |     |     |    |
| titels per jaar     | 0   | 0   | 0   | 0  |
| eindejaarsranking   | 101 | 107 | 117 |    |

### Dubbelspel
| toernooi            | 2022 |
| ------------------- | ---- |
| Grandslamtoernooien |      |
| Australian Open     | –    |
| Roland Garros       | 1R   |
| Wimbledon           | 2R   |
| US Open             | –    |
| Statistieken        |      |
| titels per jaar     | 0    |
| eindejaarsranking   |      |